# Aristóteles Drummond
Aristóteles Luiz Menezes Vasconcellos Drummond (Rio de Janeiro - RJ, 22 de novembro 1944) é jornalista, escritor, ensaísta, memorialista, político, empresário e atualmente é membro do Comitê de Auditoria da Cedae.

## Biografia
Filho de Aristóteles Colombo Drummond e Maria Luiza de Lima Drummond, casado com Tereza Drummond e pai de duas filhas, Maria Rita e Clara. Jornalista desde os 18 anos, Aristóteles começou cedo sua trajetória de sucesso. Foi lider estudantil, e em 1964, aos 20 anos, ingressou no jornalismo nos Diários Associados. Foi articulista d’ O Jornal, O Estado de Minas, Jornal do Commercio (RJ), O Estado de S. Paulo, Jornal do Brasil e Tribuna da Imprensa , Correio Braziliense. Âncora do programa Brasil é Isso, exibido, durante muitos anos, na Rede Vida. Foi diretor, em Brasília, do Jornal do Brasil e da Gazeta Mercantil. Foi âncora do programa de rádio Rio em Ação, na Rádio Catedral. Colaborador das revistas Foco (DF) e Encontro (MG) e do Jornal do Comércio de Lisboa. Assina, atualmente, colunas nos jornais Hoje em Dia (MG), O Dia (RJ), Correio da Manhã (RJ), Diário do Comércio (SP), Diário de Petrópolis, Diário de Barretos, Correio da Serra (MG), Midiamax — o jornal eletrônico do Mato Grosso do Sul, Jornal Inconfidência, Jornal do Commercio (AM), O Diabo (Portugal), SOL (Portugal) e em diversos sites da internet.

#### Carreira
Iniciou-se no setor energético em 1979, como assessor do Ministro das Minas e Energia e Delegado do Ministério do Rio. No ano seguinte, em 1980, entrou no quadro da Light. Ocupou também os conselhos da Petrofertil e da Associação Comercial do Rio de Janeiro e fez parte da comitiva oficial, como assessor do ministro César Cals, da viagem do presidente João Figueiredo à França.
Em dezembro de 1984, foi empossado como diretor de administração da Light, e em 1985, eleito para ocupar a vaga do senador Gilberto Marinho. Logo em seguida, foi requisitado pela Casa Civil da Presidência da República e posteriormente para o Ministério da Indústria e Comércio, assumindo o cargo de delegado, no Rio de Janeiro. Em 1987 retornou a Light, sendo eleito como diretor, ficando no cargo até julho de 1996 com a privatização da empresa.
Sempre ligado ao setor elétrico, foi membro do conselho de administração da Eletronorte, Boavista Energia e Manaus energia, até o ano de 2003. Em 1999 foi eleito membro do Conselho Fiscal da Cemig e em 2003 teve seu cargo renovado na função de presidente. Entre 1992 e 1996, exerceu o mandato de vice-presidente e presidente do Comitê da Gestão Empresarial da Eletrobras - COGE. Na sua gestão, o COGE foi aberto a empresas energéticas em geral, como por exemplo, a COMGÁS, de São Paulo.

## Trajetória profissional

#### Setor Privado
- Assessor da diretoria do Banco Nacional, de 1964 a 1968.[29][30]
- Irad Assessoria e Consultoria Ltda, 1973.

#### Setro Elétrico
- Diretor de administração da Light S.A (1985 – 1996)[2] [31][32]
- Presidente do Comitê de Gestão Empresarial no Setor de Energia Elétrica – COGE (1994 – 1996).
- Membro do conselho de administração das Centrais Elétricas do Norte S.A – Eletronorte (1996  - 2003). [33]
- Membro do conselho de administração da Manaus Energia S.A (1997 a 2003).[33]
- Membro do conselho de administração da Boavista Energia S.A (1997 a 2003).
- Membro do Conselho Fiscal da Cemig e eleito presidente (1995 a 2006).[34]

#### Governo Negão de Lima, Estado da Guanabara
- Diretor da Divisão de Divulgação do Departamento de Engenharia Urbanística da Secretaria de Estado de Obras Públicas (1966 a 1970).[35][36]
- Diretor do patrimônio da COHAB-GB[37][38] [39][40] - Presidente em exercício, da COHAB-GB. [41][42]

#### Governo Federal
- Chefe do Gabinete do Ministro de Estado das Minas e Energia, do estado do Rio de Janeiro, de (1980 a 1984) [43][44][45]
- Membro do Conselho de Administração do Metrô do Rio de Janeiro, indicado pelo ministro dos transportes, em 1985.
- Membro e presidente do Conselho Fiscal da Vale S.A. (1986 a 1988).
- Membro do Conselho Fiscal da Petrofértil S.A  (1987 a 1992).

#### Outras funções
- Diretor e vice-presidente[46] [47]da Associação Comercial do Rio de Janeiro (1968 - ).[48][30][49]
- Consultor da Organização Latino Americana de Energia – OLADE (1984 – 1986).
- Presidente do Conselho do Centro de Estudos Avançados em Administração - CEAD, em 1994.
- Membro do Conselho Consultivo da Associação Cultural da Arquidiocese do Rio de Janeiro.
- Membro do Diretório Nacional do ARENA[50][51], PDS, PPR E PP.
- Benemérito da Associação Comercial do Rio de Janeiro.[52]
- Diretor da Fundação Luso-Brasileira.
- Diretor do Jornal do Brasil e da Gazeta Mercantil em Brasília (2004 – 2005).

## Condecorações
- Ordem do Mérito Militar; [53]
- Cavaleiro do Mérito Militar Oficial;[54]
- Medalha do Pacificador (Ministério do Exército);[54]
- Medalha Mérito Tamandaré (Ministério da Marinha)[55] [56]
- Medalha da Inconfidência, [57]
- Medalha Tiradentes[58]
- Medalha Santos Dumont (Governo do Estado de Minas Gerais);
- Mérito Legislativo (Assembleia Legislativa de Minas Gerais); [59]
- Medalha Pedro Ernesto (Câmara Municipal do Rio de Janeiro);
- Benemérito do Estado do Rio de Janeiro; [60]
- Cidadão de Piraí[61], Campos Vassouras, Rio Claro, Petrópolis, Barra Mansa e Miguel Pereira;
- Cidadão Honorário de Tiradentes, Barbacena e Belo Horizonte[34] (Minas Gerais);
- Irmão da Santa Casa de Misericórdia do Rio de Janeiro;
- Cavaleiro da Ordem do Santo Sepulcro de Jerusalém - Vaticano[62]
- Ordem do Mérito Aeronáutico.[54]

## Obras
- A Revolução Conservadora (1990)[2] [63]
- Vila Rica e Outro Preto (1996)[64]
- São Francisco de Assis, poemas de Augusto de Lima (2000)[65]
- Minas - Estórias - Evocações - Cultura - Personalidade - Economia (2002)[66]
- Um Conservador Integral - Relatos da Vida (2009)[67]
- Um Caldeirão Chamado 1964: Depoimento de um Revolucionário (2022)[68]